# Championnats des États-Unis d'athlétisme 2010
Navigation
Championnats 2009 Championnats 2011
Les Championnats des États-Unis d'athlétisme 2010 ont eu lieu du 23 au 27 juin 2010 au Drake Stadium de Des Moines dans l'Iowa. 

## Résultats

### Hommes
| Event                       | Or                           | Argent                            | Bronze                             |
| --------------------------- | ---------------------------- | --------------------------------- | ---------------------------------- |
| 100 m Vent : -1,5 m/s       | Walter Dix 10 s 04           | Trell Kimmons 10 s 27             | Ivory Williams 10 s 29             |
| 200 m Vent : +2,9 m/s       | Wallace Spearmon 19 s 77     | Walter Dix 20 s 14                | Xavier Carter 20 s 29              |
| 400 m                       | Greg Nixon 44 s 61           | LeJerald Betters 44 s 71          | Jamaal Torrance 44 s 80            |
| 800 m                       | Nick Symmonds 1 min 45 s 98  | Duane Solomon 1 min 47 s 16       | Jacob Hernandez 1 min 47 s 23      |
| 1500 m                      | Lopez Lomong 3 min 50 s 83   | Leonel Manzano 3 min 50 s 91      | Will Leer 3 min 51 s 63            |
| 5 000 m                     | Bernard Lagat 13 min 54 s 08 | Tim Nelson 13 min 54 s 80         | Andrew Bumbalough 13 min 55 s 16   |
| 10 000 m                    | Galen Rupp 28 min 59 s 29    | Ed Moran 29 min 03 s 07           | Patrick Smyth 29 min 18 s 13       |
| 3 000 m steeple             | Daniel Huling 8 min 27 s 87  | Ben Bruce 8 min 30 s 87           | Steve Slattery 8 min 33 s 23       |
| 20 km marche                | John Nunn 1 h 29 min 21 s 60 | Timothy Seaman 1 h 33 min 10 s 21 | Patrick Stroupe 1 h 34 min 53 s 30 |
| 110 m haies Vent : +1,7 m/s | David Oliver 12 s 93         | Ryan Wilson 13 s 17               | Ronnie Ash 13 s 19                 |
| 400 m haies                 | Bershawn Jackson 47 s 32     | Johnny Dutch 47 s 63              | Michael Tinsley 48 s 72            |
| Saut en hauteur             | Jesse Williams 2,26 m        | Tora Harris 2,26 m                | Jamie Nieto 2,23 m                 |
| Saut en longueur            | Dwight Phillips 8,37 m       | Trevell Quinley 8,20 m            | Chris Phipps 8,12 m                |
| Triple saut                 | Kenta Bell 17,02 m           | Christian Taylor 16,76 m          | Lawrence Willis 16,69 m            |
| Saut à la perche            | Mark Hollis 5,60 m           | Derek Miles 5,60 m                | Jason Colwick 5,50 m               |
| Lancer du poids             | Christian Cantwell 21,65 m   | Reese Hoffa 21,33 m               | Adam Nelson 20,84 m                |
| Lancer du disque            | Casey Malone 62,57 m         | Jason Young 61,15 m               | Jarred Rome 61,03 m                |
| Lancer du marteau           | Jake Freeman 76,51 m         | Kibwe Johnson 76,31 m             | Andrew Loftin 75,42 m              |
| Lancer du javelot           | Sean Furey 79,86 m           | Mike Hazle 78,91 m                | Craig Kinsley 78,10 m              |
| Décathlon                   | Jake Arnold 8 215 pts        | Tom Pappas 8 101 pts              | Joe Detmer 8 009 pts               |

### Femmes
| Event                       | Or                              | Argent                        | Bronze                            |
| --------------------------- | ------------------------------- | ----------------------------- | --------------------------------- |
| 100 m Vent : -2,5 m/s       | Allyson Felix 11 s 27           | LaShaunte'a Moore 11 s 34     | Tianna Madison 11 s 43            |
| 200 m Vent : +0,6 m/s       | Consuella Moore 22 s 40         | Shalonda Solomon 22 s 47      | Porscha Lucas 22 s 57             |
| 400 m                       | Debbie Dunn 49 s 64             | Francena McCorory 50 s 52     | Natasha Hastings 50 s 53          |
| 800 m                       | Alysia Johnson 1 min 59 s 87    | Maggie Vessey 2 min 00 s 43   | Phoebe Wright 2 min 00 s 47       |
| 1500 m                      | Anna Pierce 4 min 13 s 65       | Erin Donohue 4 min 13 s 87    | Shannon Rowbury 4 min 14 s 41     |
| 5000 m                      | Lauren Fleshman 15 min 28 s 70  | Molly Huddle 15 min 30 s 89   | Jenny Barringer 15 min 33 s 33    |
| 10 000 m                    | Amy Begley 32 min 06 s 45       | Lisa Koll 32 min 11 s 72      | Desiree Davila 32 min 22 s 32     |
| 3 000 m steeple             | Lisa Aguilera 9 min 53 s 59     | Nicole Bush 9 min 56 s 08     | Lindsay Allen 9 min 59 s 19       |
| 20 km marche                | Maria Michta 1 h 39 min 46 s 12 | Joanne Dow 1 h 43 min 18 s 14 | Lauren Forgues 1 h 44 min 37 s 68 |
| 100 m haies Vent : -2,1 m/s | Lolo Jones 12 s 69              | Kellie Wells 12 s 84          | Damu Cherry 12 s 86               |
| 400 m haies                 | Ti'erra Brown 54 s 85           | Nicole Leach 55 s 83          | Fawn Dorr 55 s 99                 |
| Saut en hauteur             | Chaunte Lowe 2,05 m (NR)        | Liz Patterson 1,91 m          | Brigetta Barrett 1,91 m           |
| Saut à la perche            | Jenn Suhr 4,89 m                | Becky Holliday 4,60 m         | Mary Saxer 4,50 m                 |
| Saut en longueur            | Brittney Reese 7,08 m           | Chaunte Lowe 6,90 m           | Brianna Glenn 6,81 m              |
| Triple saut                 | Erica McLain 14,18 m            | Shakeema Welsch 14,07 m       | Toni Smith 13,69 m                |
| Poids                       | Jillian Camarena 19,13 m        | Michelle Carter 18,46 m       | Sarah Stevens 18,23 m             |
| Disque                      | Becky Breisch 63,34 m           | Gia Lewis-Smallwood 62,18 m   | Stephanie Brown Trafton 59,98 m   |
| Marteau                     | Amber Campbell 71,52 m          | Jessica Cosby 71,24 m         | Britney Henry 69,57 m             |
| Javelot                     | Kara Patterson 66,67 m (NR)     | Rachel Yurkovich 56,31 m      | Alicia DeShasier 55,53 m          |
| Heptathlon                  | Alex Gochenour 5 300 pts        | Ashley Smith 5 270 pts        | Whitney Fountain 5 197 pts        |